# Wilhelm Struve (Politiker, 1901)

Wilhelm Struve

Wilhelm Struve (* 9. Februar 1901 in Itzehoe; † 9. August 1982 in Eckernförde) war ein deutscher Landwirt und Politiker (NSDAP).

## Leben und Wirken
Nach dem Besuch der Volksschule in Itzehoe wurde Wilhelm Struve an der landwirtschaftlichen Winterschule und an der Höheren Lehranstalt für praktische Landwirte in Schleswig zum Landwirt ausgebildet. Nach dem Abschluss seiner Lehrzeit war Struve einige Jahre als praktischer Landwirt in Schleswig-Holstein tätig. Er wohnte in Oelixdorf.
Struve trat 1925 in die NSDAP ein. Im Juni 1930 übernahm er das Amt eines Kreisleiters der Partei und wurde Gauredner. Im Juni 1931 folgte seine Ernennung zum landwirtschaftlichen Gaufachberater. 1933 wurde er zum Landesbauernführer ernannt und war landwirtschaftlicher Gaufachberater der NSDAP in Schleswig-Holstein.
Von 1932 bis zur Auflösung dieser Körperschaft im Herbst 1933 war Struve Mitglied des Preußischen Landtages. Anschließend saß er von November 1933 bis zum Ende der NS-Herrschaft im Frühjahr 1945 als Abgeordneter im nationalsozialistischen Reichstag, in dem er den Wahlkreis 13 (Schleswig-Holstein) vertrat.
Struve wohnte viele Jahre in Kiel, Holstenstraße 108.